# Che vuoi?
Che vuoi? (итальянское произношение: [ke vˈvwɔi] ; transl. «что ты хочешь?»), или ma che vuoi? , ma che dici? / ma che stai dicendo? («о чём ты говоришь?»), или просто che? («что?») — один из самых известных жестов в Италии. На английском языке его иногда называют «прищемленными пальцами» или «кошельком для пальцев» (итал. mano a borsa).

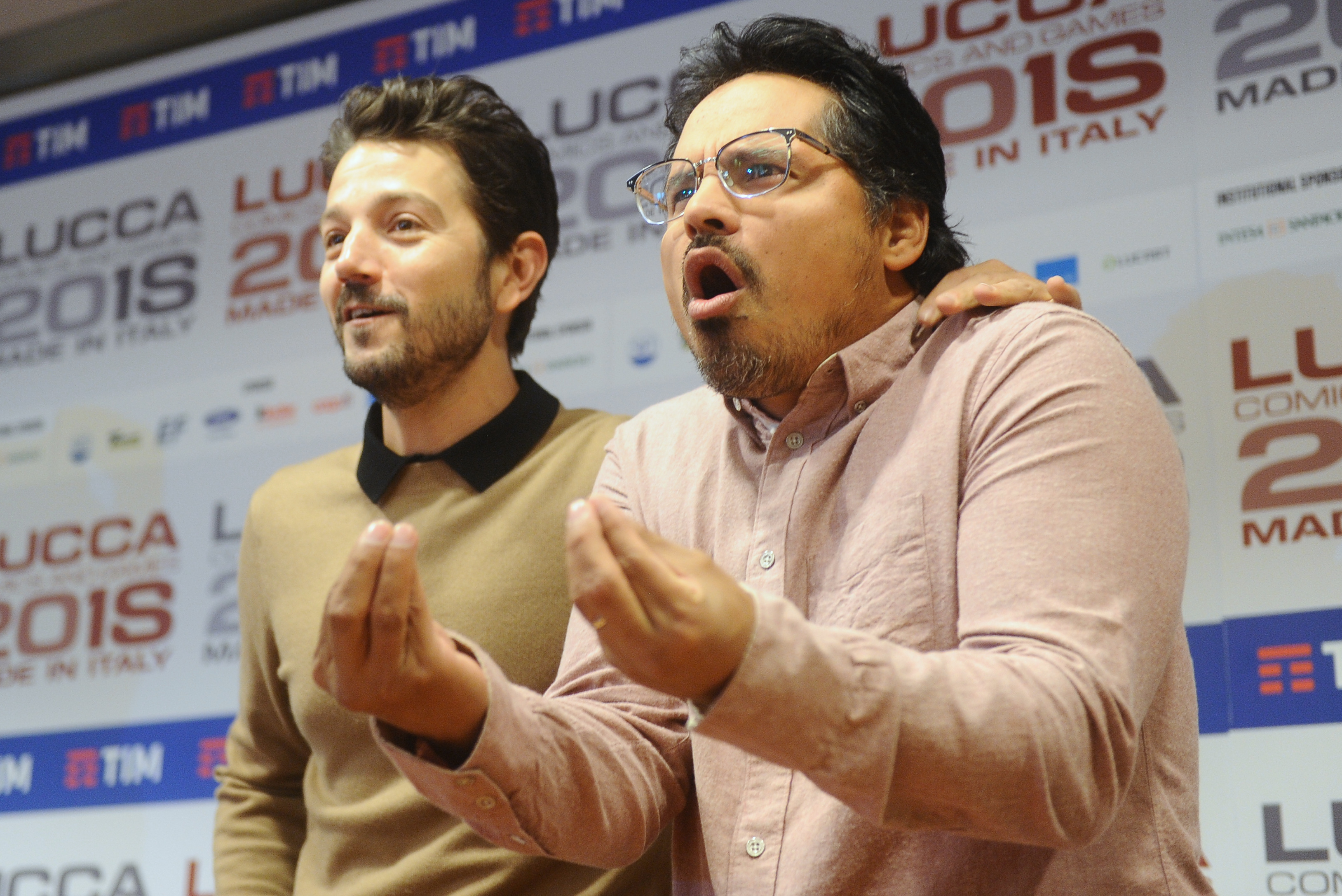
Американский актёр Майкл Пенья на конвенте Lucca Comics & Games, 2018

Жест предназначен для выражения недоверия тому, что говорит другой человек, и/или для того, чтобы высмеять его мнение.
Жест образуется, когда кончики всех пальцев одной руки соединяются вместе, образуя «конус, направленный вверх», а затем рука перемещается вверх и вниз либо от запястья, либо от предплечья. Рука при выполнении этого жеста может быть неподвижна, а может и двигаться вверх-вниз, если человек дополнительно хочет выразить нетерпение. Частота и скорость вертикального движения указывают на уровень фрустрации говорящего. Хотя жест особенно распространён на юге страны, он широко используется по всей Италии.
Этот жест также широко используется в Уругвае и Аргентине с похожими коннотациями. Более 60 % населения Аргентины имеют, по крайней мере частично, итальянское происхождение.
Эмодзи для жеста был предложен в 2019 году как представление L2/19-159, одобрен как элемент Unicode 13.0 в 2020 году, и добавлен позже в том же году как U+1F90C.